# Caleb Johnson
Caleb Perry Johnson, född 23 april 1991 i Ashville, North Carolina, är en amerikansk sångare. Han vann American Idol 2014 före tvåan Jena Irene.

## Fotnoter
1. ↑  GeneaStar, GeneaStar person-ID: johnsonc.[källa från Wikidata]